# Arthur Austin
Arthur Austin (* 8. Juli 1902 in Oakland; † 4. Februar 1962 in Pasadena) war ein US-amerikanischer Wasserballspieler.

## Karriere
Austin nahm an den Olympischen Spielen 1924 in Paris teil. Hier erreichte er mit der US-amerikanischen Nationalmannschaft den dritten Rang und sicherte sich somit Bronze.
Neben dem Sport arbeitete er für die Illinois Pacific Coast Company. 1979 wurde er posthum in die USA Water Polo Hall of Fame aufgenommen.